# Beas de Granada
Beas de Granada település Spanyolországban, Granada tartományban. Beas de Granada Huétor Santillán, Quéntar, Dúdar és Granada községekkel határos. Lakosainak száma 1009 fő (2024).

## Népesség
A település népessége az elmúlt években az alábbi módon változott:
| Lakosok száma | 973  | 1065 | 1092 | 1050 | 1023 | 1005 | 1004 | 977  | 980  | 1009 |
|               | 2001 | 2004 | 2006 | 2009 | 2011 | 2014 | 2016 | 2019 | 2021 | 2024 |